# Auréole 1 et 2
Auréole 1 et 2 ou Oreol 1 et 2 (en russe : Ореол) sont deux satellites scientifiques franco-soviétiques placés en orbite respectivement en 1971 et 1973 pour étudier la haute atmosphère aux latitudes élevées.  

## Contexte
Au milieu des années 1960 le laboratoire toulousain CESR met au point plusieurs détecteurs de particules pour le projet de satellite français Roseau ayant pour objet l'étude de l'environnement ionisé de la Terre. Le projet est annulé au lendemain des événements de 1968. Dans le cadre du programme de coopération spatiale franco-soviétique le laboratoire spatial soviétique IKI et le CESR lancent un projet commun dont l'objectif est d'étudier les phénomènes physiques de la haute atmosphère aux latitudes élevées dont les aurores polaires. Le satellite embarque une charge utile baptisée Arcad (Arc Auroral et Densité) reprenant notamment les détecteurs développés par le CESR

## Caractéristiques techniques
Les satellites Aureole 1 et 2  utilisent la plateforme de la série de satellites soviétiques DS-U2 développée par le bureau d'études Ioujnoïe pour des usages militaires et soviétiques. Le satellite d'une masse de 348 kg dispose de quatre panneaux solaires déployés en orbite. Les instruments comprennent,.    :
- Des spectromètres de protons et d'électrons dont l'énergie est comprise entre 0,4 et 30 keV
- Des spectromètres de protons entre 150 et 880 keV
- Des spectromètres d'électrons dans la gamme 29-160 kev
- Un spectromètre de masse pour les ions H+, He+ et O+.

## Déroulement des missions
Un premier exemplaire du satellite, Auréole 1, est lancé le 27 décembre 1971 depuis le cosmodrome de Plessetsk par une fusée Cosmos-3M  et placé sur une orbite moyenne de 2500 x 410 km avec une inclinaison orbitale de 74°. Une deuxième satellite identique, Auréole 2, est placé sur une orbite similaire par les mêmes moyens le 26 décembre 1973.   

## Résultats scientifiques
Les principaux résultats de ces deux missions sont : 
- La détermination de la taille ionosphérique du cornet polaire
- La mise en évidence des mouvements des cornets polaires sous l'action du champ magnétique interplanétaire
- La détection des accélérations des protons de la magnétosphère de la Terre sous l'effet du champ électrique de convection à grande échelle du plasma
- La détermination des liens topologiques entre la magnétosphère aurorale et la magnétosphère équatoriale.

### Sources et bibliographie
- (en) 50 ans de coopération spatiale France-URSS/Russie, Tessier & Ashpool, décembre 2015, 500 p. (ISBN 978-2-909467-14-6)